# Watertown (Minnesota)
Watertown è un comune (city) degli Stati Uniti d'America della contea di Carver nello Stato del Minnesota. La popolazione era di 4 205 persone al censimento del 2010.

## Storia
Watertown è stata intrecciata nel 1858, e incorporata nel 1877. La città ha preso il nome dalla Watertown Township.

## Geografia fisica
Secondo lo United States Census Bureau, ha un'area totale di 2,64 miglia quadrate (6,84 km²).

## Società

### Evoluzione demografica
Secondo il censimento del 2010, c'erano 4,205 persone.

### Etnie e minoranze straniere
Secondo il censimento del 2010, la composizione etnica della città era formata dal 95,8% di bianchi, lo 0,3% di afroamericani, lo 0,4% di nativi americani, lo 0,8% di asiatici, lo 0,6% di altre razze, e il 2,1% di due o più etnie. Ispanici o latinos di qualunque razza erano l'1,7% della popolazione.